# Раніше був інший час
«Раніше був інший час» — радянський короткометражний художній фільм 1987 року, перша професійна робота кінорежисера Олексія Балабанова, на той час асистента Свердловської кіностудії. Фільм є навчальною роботою, знятою під час навчання на Вищих курсах сценаристів і режисерів.
Зйомки відбувалися в одному з ресторанів Свердловська, де бурхливо кипіло музичне життя. Як назва фільму використана цитата з пісні В'ячеслава Бутусова «Ніхто мені не повірить».

## Сюжет
На тлі В'ячеслава Бутусова і гурту «Наутілус Помпіліус», що грають свої перші хіти, розгортаються побутові конфлікти випадкових людей.

## У ролях
- Ігор Незлобинський — Ігор
- Надія Озерова — Надя
- В'ячеслав Бутусов — камео
- Анастасія Полєва — камео
- Євген Горенбург — камео
- Володимир Лисенков — батько Ігоря

## Знімальна група
- Режисер — Олексій Балабанов
- Сценарист — Олексій Балабанов
- Оператор — Олександр Кочусов